# Пов'язаний
Пов'язаний (англ. Strapped) — американський повнометражний фільм, відзнятий таким режисером, як Джозеф Ґрехем.

## Сюжет
Подібно персонажу еллінських пісень Тезею, герой стрічки приречений блукати потемки по лабіринту коридорів типового американського кондомінімуму, поки не знайде свою Аріадну. Тим часом, в закутках цієї родючої печери причаївся далеко не єдиний Мінотавр.

## У ролях
- Бен Боненфант — Хастлер
- Нік Франджіоне — Ґері
- Артем Мішин — Джон
- Майкл Карлісі — Джіпсі Трубадур
- Пол Герріор — Сем
- Карло Д'Амор — Леон
- Кетерін Селіо — дружина Девіда
- Майкл Клінгер — Девід
- Рафаель Баркер — Джекоб
- Майкл Вега — сексуальний чоловік

## Прем'єра
Прем'єра фільму відбулася 17 липня 2010 року (США).